# (2533) Fechtig
(2533) Fechtig ist ein Asteroid des Hauptgürtels, der am 3. November 1905 vom deutschen Astronomen Max Wolf in Heidelberg entdeckt wurde.
Der Asteroid wurde am 25. August 1991 nach dem deutschen Astrophysiker Hugo Fechtig (1929–2025) benannt.